# Peter Ellgaard
Peter Ellgaard (* 1940 in Berlin-Nikolassee) ist ein deutscher Fernsehjournalist und -moderator.

## Leben
Peter Ellgaard ist der Sohn des Pressezeichners und Illustrators Helmuth Ellgaard und der Schauspielerin Lotte Berger. Er wuchs in Bad Tölz und München auf; das Abitur legte er 1961 am Matthias-Claudius-Gymnasium Hamburg ab. Anschließend war er Offizieranwärter bei der Bundesmarine und absolvierte seine Ausbildung 1961 unter anderem auf dem Segelschulschiff Gorch Fock, über das er später mehrfach als Reporter berichtete. Er schied im Jahr 2000 als Kapitän zur See der Reserve aus der Deutschen Marine aus.
Ellgaard studierte Germanistik, Theaterwissenschaften und Publizistik an der FU Berlin. 1965 war er erster Redaktionsvolontär des ZDF. Nachdem er in der Nachrichtenredaktion tätig gewesen war, wurde er Korrespondent im Bonner Hauptstadtstudio des ZDF. 1984 wurde er Auslandskorrespondent und berichtete bis 1987 aus der US-Hauptstadt Washington, D.C. Nach der Rückkehr nach Deutschland wurde er stellvertretender Leiter des ZDF-Studios in Bonn und übernahm 1995 dessen Leitung.
In Bonn moderierte er die Politsendung Bonn direkt. Als die Bundesregierung und das deutsche Parlament 1999 nach Berlin umzogen, wechselte Ellgard mit der Redaktion im April 1999 in die Hauptstadt, die Sendung Bonn direkt wurde in Berlin direkt umbenannt und ebenfalls von Ellgaard moderiert. Ende 2001 ging Ellgaard in den Ruhestand. Seine Nachfolge als Studioleiter und Moderator von Berlin direkt trat Peter Frey an.

## Auszeichnungen
- 1993: Goldener Igel zusammen mit Klaus Walther für  Minensucher im Golf.[3]